# ポケモン・ザ・ムービーXY&Z ボルケニオンと機巧のマギアナ
『ポケモン・ザ・ムービーXY&Z ボルケニオンと機巧のマギアナ』（ポケモン・ザ・ムービー エックスワイアンドゼット ボルケニオンとからくりのマギアナ）は、2016年7月16日公開のテレビアニメ『ポケットモンスター』の劇場版第19作目の作品。
キャッチコピーは「熱き魂（ソウルハート）の声が聞こえるか!?」

## 概要
『XY』シリーズの第3作にして最終作。TVシリーズが『ポケットモンスター XY&Z』に移行していたため、今作のタイトルは『ポケモン・ザ・ムービーXY&Z』として上映された。当初発表されたタイトルは『ポケモン・ザ・ムービーXY&Z 2016』であり、本作で初公表となるポケモン・ボルケニオンとマギアナの名が伏せられ、前年と同様、本作ではタイトルの一部を途中公開せず、あらかじめ正式タイトル公表時に全てのタイトルを公表するという形が取られた。時系列は第29話（通算第122話） - 第30話（通算第123話）までの話となる。
本作では2011年の『ビクティニと黒き英雄 ゼクロム・白き英雄 レシラム』以来5年ぶりに短編の同時上映が廃止され、上映時間も再び90分程度になった。短編が廃止されたのは、前年の『ピカチュウとポケモンおんがくたい』がかなり実験的かつ挑戦の多かった作品だったので、スタッフもやり切った感があった事が理由とされる。
『ビクティニと黒き英雄 ゼクロム・白き英雄 レシラム』以来エンディング後の次回作の予告が無く、主役で登場するポケモンやその他の登場ポケモンも不明で、『2017年、ポケモン20年。ポケモン・ザ・ムービー』という締めで終了している。その後、20周年記念作品として『劇場版ポケットモンスター キミにきめた!』が発表された。
脚本は前作と同様に冨岡淳広が手がける。
試写会での満足度は97.7%を記録したものの興行的には伸び悩み、最終興行収入はそれまでの最低記録だった前作『光輪の超魔神 フーパ』（26.1億円）をさらに下回る21.5億円に終わり、2年連続で最低記録を更新することになった。2022年現在、第23作『劇場版ポケットモンスター ココ』（20.2億円）に次いで興行収入が低い。
次作『キミにきめた!』以降は劇場版オリジナル作品あるいは過去の劇場版のリメイク作品が制作されているため、サトシを主人公とするテレビシリーズに準拠した劇場版としては本作が最終作となった。

## 登場キャラクター
詳細は個別記事かアニメ版ポケットモンスターの登場人物を参照。

### レギュラー
サトシ
声 - 松本梨香
ポケモンマスターを目指す少年。
セレナ
声 - 牧口真幸
ポケモンパフォーマーを目指す少女。前作と同様、髪を切って以降の服装を着ている。
シトロン
声 - 梶裕貴
ミアレジムジムリーダーの少年。発明が得意。
ユリーカ
声 - 伊瀬茉莉也
シトロンの妹。
ムサシ
声 - 林原めぐみ
ロケット団の女性団員。
コジロウ
声 - 三木眞一郎
ロケット団の男性団員。
ニャース
声 - 犬山イヌコ
ロケット団員。人語を話すことができる上に、ポケモンの通訳もできる。本作ではそれをジャービスに利用されるが、ソウルハートを抜かれたマギアナに涙する。
ナレーション
声 - 石塚運昇
サトシのポケモン
ピカチュウ
声 - 大谷育江
ゲッコウガ
声 - うえだゆうじ
通常のゲッコウガとは違い、サトシとのシンクロでサトシゲッコウガに変化できる能力を持つ。
ファイアロー
声 - 古島清孝
ルチャブル
声 - 三木眞一郎
オンバーン
声 - 三宅健太
セレナのポケモン
テールナー
声 - 林原めぐみ
本作では赤リボン付きの木の枝を装備している。
ヤンチャム
声 - 下屋則子
ニンフィア
声 - かないみか
セレナにゲットされたイーブイがニンフィアに進化した形で初出演している。
シトロン・ユリーカのポケモン
ホルビー
声 - 赤﨑千夏
ハリマロン
声 - 生天目仁美
レントラー
声 - 佐藤健輔
デデンネ
声 - 佐藤恵
長編のエンディングでは初めて、TVシリーズと同様クレジットの位置がユリーカの下になっている。
プニちゃん
声 - 梶裕貴
ユリーカにキープされてサトシ達に同行する謎のポケモン。その正体はジガルデ・コアである。アニメ本編に先駆けてジガルデ・パーフェクトフォルムに変化する。
ムサシのポケモン
ソーナンス
本作ではエンディングのみ登場。台詞無しという形で登場するのは『幻影の覇者 ゾロアーク』以来6年ぶりとなる。

### ゲストキャラクター
キミア
声 - 松岡茉優
本作のゲストヒロイン。アゾット王国の王女でラケルの姉。じっとすることが大嫌いで、自作の飛行メカで動き回る活発な性格。
大臣のジャービスに不信感を抱いており、彼に心酔している弟・ラケルを心配している。
使用ポケモン
サーナイト
声 - 生天目仁美
色違いで通常とは異なり髪の部分が水色に近い。メガサーナイトにメガシンカすることができ、スカートの部分が黒くなる。

ラケル
声 - 中川翔子
アゾット王国の王子でキミアの弟。14歳。姉とは正反対の物静かな少年。神秘科学の研究に傾倒しており、自室に籠って神秘科学に関する文献を読んだり、自ら製作したカラクリの実験を行ったりしている。
大臣であるジャービスが神秘科学の研究をしていることを知ってからはジャービスと一緒に時間を過ごすことが多くなり、「アゾット王国の為の研究」という彼の言葉を信用している。
使用ポケモン
ペロリーム
声 - 愛河里花子
ラケルのパートナーで普段はボールから出ている。
フラメル
声 - 小林沙苗
キミアの側近。コンピュータを使った情報収集や調査が得意。EDにおいて、ユリーカからアプローチを受ける。
ジャービス
声 - 山寺宏一
表の顔はアゾット王国の大臣、しかし裏では王国の支配を目論む悪の魔術師。"ネオ神秘科学"でポケモンを強制的にメガシンカさせるメガウェーブを発明している。
ポケモンを「ちっぽけな存在」と見下しており、目的の為ならポケモンの心と体を傷つけることを厭わず、また、自らの計画に不要と判断したものは、人であろうとポケモンであろうと容赦なく排除する残忍かつ非道な性格。本作の悪役。
使用ポケモン
ゲンガー（色違い）
声 - 三宅健太
通常のゲンガーと異なり、体の色は灰色に近い。メガシンカすると、「白いメガケンガー」に進化する。使用する技は「サイコキネシス」、「さいみんじゅつ」、「くろいまなざし」、「シャドーボール」。
オニゴーリ
声 - あばれる君
フーディン
声 - 石塚運昇
ボーマンダ
声 - 佐藤健輔
スピアー
声 - 古島清孝
ジュペッタ
声 - 赤﨑千夏
ジャービスが「はかいこうせん」を指示する場面で唯一口からではなく、目から発射している。
バンギラス
声 - 最上嗣生
ラグラージ
声 - 三宅健太
ピジョット
声 - 生天目仁美
ハガネール
声 - 三宅健太
ライボルト
声 - 佐藤健輔
ヘルガー
声 - 古島清孝
バクーダ
声 - 最上嗣生
ボスゴドラ
声 - 三宅健太
サメハダー
声 - 石塚運昇
以上、ジャービスによって強制的にメガシンカさせられたポケモンたち。自分の意志ではなく、苦しみながら操られる。なお、ほとんどのポケモンの声優はアニメ本編とほぼ同じ。
カイロス
声 - 最上嗣生
ヘラクロス
声 - 三木眞一郎
上記の2体は、ジャービスからマギアナの捕獲を命じられたロケット団のムサシとコジロウが引き連れていたポケモン。ムサシ達がジャービスから与えられた腕輪で発動させたメガウェーブによって強制的にメガシンカさせられ、ネーベル高原に向かう途中のサトシ達を襲撃するが、ボルケニオンの「スチームバースト」で吹き飛ばされる。その後の消息は不明。コミカライズ版ではポケモンハンターのポケモンとして登場。
ドーガ、イーサ
声 - 加瀬康之（ドーガ）、東條加那子（イーサ）
ジャービスの部下でメガシンカポケモンの軍勢を操る。筋肉質の大男がドーガ、赤毛の女性がイーサ。メガウェーブを発動させる紫のキーストーンがはめ込まれた腕輪を身に付けている。EDでは逮捕され、刑務所に入れられている。
エリファス
声 - 西村知道
500年前にマギアナを生み出した、神秘科学の大家。ポケモンの能力を使い色々な発明をして、王国を豊かにした。シトロンら発明家にとって憧れの存在。
過去にアゾット王国が巻き込まれた戦争で、王国を守るための備えとして生み出したはずのとあるカラクリが原因で、王国に更なる混乱を招いてしまっただけでなく、国民の心身に深い傷を負わせてしまったことを悔やみ、そのカラクリが二度と使われないように封印するとともに、当時の王女の世話役であったマギアナに王国を去るよう、涙を流しながら懇願した。
ポケモンハンター
声 - 最上嗣生
ネーベル高原で、アマルスの捕獲を目論んでいたが、サトシ達によって阻止される。

### ゲストポケモン
ボルケニオン
声 - 市川染五郎
ネーベル高原に暮らすポケモン達の世話役的存在。キャプチャーカフスでサトシと一時的に繋がれ離れられなくなった。荒っぽい男性言葉で話し、一人称は「俺」。「ぶっ飛ばすぞ‼」が口癖。
人々にひどい目に遭わされたポケモン達と暮らしていることから、マギアナ達ポケモンには優しいが、その一方で「人」を信用しておらず、当初はサトシと初めて顔を合わせた途端に強力な水鉄砲を浴びせたりする等の横暴な態度を取っていた。
巨大な2本のアームから、強力な水鉄砲や白い蒸気を放出させることができ、水を噴出する勢いを利用してジェット機のように空を飛んだり、蒸気を敵の目を眩ましたりする煙幕としても使う。ただし、この能力を使うには大量の水が必要で、水切れになるとアームの青い模様が赤く変色し、アームを使って川や湖等から水を補給しなければならない。
使用する技は「ハイドロポンプ」、「かえんほうしゃ」、「スチームバースト」で、「スチームバースト」は地面を凹ませる程の威力があり、本人いわく「山一つを吹き飛ばしたこともある」らしい。
マギアナ
声 - 寺崎裕香
500年前にエリファスによってつくられた最古の人造ポケモン。500年前は金と赤のカラーリングであったが、時間の経過と共に現在の色となった（いわゆる錆）。独特の鳴き声でしか喋れないためボルケニオンとニャースが通訳を担当する。
ポケモンだけでなく、人間であるサトシ達にも友好的で、サトシ達に横暴な態度を取るボルケニオンを諫めている。危険を察知すると、モンスターボールのような球体の形に体を変形させる。
アゾット王国にいた頃は、当時の王女であるキミアに似た少女の世話役を務めていたが、過去に王国が巻き込まれた戦争が原因で王国を離れなければならなくなり、ネーベル高原の花畑で、ポケモン達の様子を見回っていたボルケニオンと出会った。
全身が特殊な金属でできており、ボルケニオンが「俺の爆発で吹き飛ばなかった初めてのポケモン」と言うほどの重さだが、マギアナは自分の体重を気にしており、（たとえ悪気が無くても）「体重が重い」事を仄めかす言葉を聞くとショックを受けてしまう。
アマルス
ネーベル高原に暮らすポケモン。ポケモンハンターに捕まりそうになったところをサトシ達に助けられる。
ブリガロン
ネーベル高原に暮らすポケモン達のリーダー格。ネーベル高原と仲間を守っており、仲間のためなら自らを犠牲にする正義感の持ち主。
ゴクリン、ヒトモシ
ネーベル高原に暮らすポケモンで主にボルケニオンと共にいることが多い。他にもシシコ（声 - 愛河里花子）やゴンベ、モグリュー、ジグザグマ等がネーベル高原に多数住んでいる。

### その他の登場キャラクター
詳細は個別記事かアニメ版ポケットモンスターの登場人物を参照。
アラン
『特別編 最強メガシンカ』の主人公で、『XY&Z』におけるサトシのライバルの一人。プロローグでコルニとジムバトルした。
コルニ
カロス地方のシャラジムリーダー。プロローグでアランとジムバトルした。

### 劇場版限定キャラクター
プラターヌ博士
声 - 土田大
助手のソフィーと共に配信ポケモンの水先案内役として登場。
ソフィー
声 - 小橋知子
プラターヌ博士と共に配信ポケモンの水先案内人として登場。

## 設定用語
アゾット王国
本作の物語の舞台の一つ。
エリファスの神秘科学によって発展したカラクリ都市で、街中の至る所に様々なカラクリが施されている。シトロンを始めとする発明家にとって憧れの場所である。
ネーベル高原
ボルケニオンとマギアナが、人間に迫害されたポケモン達と暮らす、湖や滝等の大自然に囲まれた高原。ボルケニオンのアームに似た巨大な大木がある。物語の冒頭で、マギアナは、ジャービスの部下であるドーガとイーサによってこの場所から連れ去られ、ボルケニオンは彼らを追跡していた。
神秘科学
エリファスがポケモンの能力を元に生み出した技術。ジャービスはこの技術を元に「ネオ神秘科学」という邪悪な技術を作り出した。
メガウェーブ
ジャービスが「ネオ神秘科学」を用いて開発した技術。本来は「トレーナーとポケモンの強い絆」が鍵となるメガシンカを、絆の強さに関係なく強制的に発動させる事を可能とする。また、本来の「メガシンカ」では一度に一体だけしか進化できないが、「メガウェーブ」では一度に複数のポケモンをメガシンカさせる事が可能である。
ソウルハート
マギアナの心臓部にあたるもので、「世界を揺るがすほどの力を持つ」と言われており、ジャービスはその力を自分のものするためにマギアナを狙っている。
キャプチャーカフス
「ネオ神秘科学」によって作り出されたリング状の鎖で、この鎖を付けられた者同士は、目に見えない電磁パルスによって繋がれ、鎖を切断しない限り、一定の距離から離れることが出来なくなる。物語の冒頭で、ボルケニオンはドーガ、イーサとの戦いでこの鎖の一つを装着され、もう一つは、サトシとシトロンがバトルしているところにボルケニオンが落下した時の衝撃で、偶然にもサトシに装着され、ボルケニオンとサトシは離れられなくなってしまったが、ゴクリンが吐く毒液でこれを溶かし、シトロンのリュックに内蔵されていた円盤カッターで破壊することができた。
エンディングでは、キミア王女が空中要塞から脱出したものの身動きが取れなくなっていたところを発見したジャービスを連れ戻す際に自身の飛行艇と彼をこれでつなぎ、途中で脱走できないようにした。
鉄壁くん
シトロンがポケモンの防御技（「てっぺき」、「まもる」等）を参考に製作した防護服。
外見は宇宙服に似ており、両手足を自由に動かせる柔軟性と、ボルケニオンの「スチームバースト」の爆発の直撃を受けても傷一つ付かない頑丈さを誇る。
水（もしくはお湯）を吸収すると膨張する性質があり、一定量以上の水を吸収すると、風船のように破裂してしまう。

## スタッフ
- 原案 - 田尻智、増田順一、杉森建
- アニメーション監修 - 小田部羊一
- エグゼクティブプロデューサー - 岡本順哉、宮原俊雄
- プロデューサー - 下平聡士、松山進、新井賢一
- アニメーションプロデューサー - 亀井康輝
- アニメーションコーディネーター - 折方崇志、吉川兆二
- アシスタントプロデューサー - 知久敦、村椿拓郎、坂本鼓太郎、折方崇志、海野千春、上木原さやか、石本順也
- デスク - 佐々木真依子、宮下瑞穂、波多邊万里子
- 脚本 - 冨岡淳広
- 絵コンテ - 湯山邦彦、毛利和昭 / 三浦陽、関野昌弘、大和田淳、深沢幸司、大原実
- 演出 - 三浦陽、吉川博明、飯島正勝、関野昌弘、大和田淳、博多正寿、室谷靖、外山草
- キャラクターデザイン - 一石小百合、松原徳弘、広岡トシヒト / 佐藤和巳、中野悟史
- プロパティデザイン - コレサワシゲユキ、灯夢、志村錠児
- 総作画監督 - 佐藤和巳、中野悟史
- 作画監督 - 毛利和昭、一色小百合、田島瑞穂、竹内杏子、新村杏子、新岡浩美、志村隆行、橋本千絵、西村昭子、一居一平、桑原麻衣、岡昭彦、三島千枝、石川慎亮、中田亜希子、宍戸久美子
- エフェクト作監協力 - 桝田浩史
- 色彩設計 - 佐藤美由紀、吉野記通
- 色指定・検査 - 佐藤美由紀、井上あきこ、内田潤、久島早映子、安藤のぞみ、森博行、中村里沙、佐藤直
- 仕上管理 - 小橋幸亮、佐々木尚子、桃園和也
- 特殊効果 - OLM、太田憲之
- 美術 - じゃっく
- 美術監督 - 秋葉みのる
- 美術担当 - 片岡一巳、三上明子、佐々木豪
- 撮影監督 - 青島彩
- CGI - OLM Digital
- CGIプロデューサー - 坂美佐子
- CGIスーパーバイザー - 近藤潤
- CGIディレクター - 伊藤良太
- 編集 - 辺見俊夫
- 編集助手 - ジェイ・フィルム、野川仁、小守真由美
- 音楽 - 宮崎慎二
- 音楽プロデューサー - 齋藤裕二、佐野弘明、谷澤嘉信
- 一部原曲・作曲 - 景山将太、足立美奈子、佐藤仁美、一之瀬剛
- 一部作編曲 - 澤口和彦
- 一部編曲 - 丸尾稔
- 音楽協力 - 小学館ミュージック & DE
- 音響プロデューサー - 南沢道義、西名武
- 音響監督 - 三間雅文
- 音響効果 - 神保大介
- 制作デスク - 澤田剛
- 設定制作 - 鈴森龍
- 制作進行 - 平嶋愛里香、引田崇人、大木崇宏、岡崎祐樹、中野真梨奈、相見秀治、深山元気
- 制作協力 - スノードロップ（福家日左夫）、A-Real（戎雅子）、スタジオ・ルナ（樫山聡之、石川奨士）、イマジカ イメージワークス（佐々木崇之） / 加藤浩幸
- 製作 - 石原恒和、久保雅一、ハロルド・ジョージ・メイ、太田哲夫、原口宰、都築伸一郎
- アソシエイトプロデューサー - 浅井認、片上秀長、山内克仁、弓矢政法、藤田亮、川崎由紀夫
- アニメーション制作 - OLM Team Kamei
- 監督 - 湯山邦彦
- 製作 - ピカチュウプロジェクト（The Pokémon Company、小学館、テレビ東京、タカラトミー、ジェイアール東日本企画、OLM、小学館集英社プロダクション）

## 主題歌
オープニングテーマ「XY&Z -movie ver.-」
作詞・作曲 - 佐香智久 / 編曲 - 佐香智久、Saku / 歌 - サトシ（CV：松本梨香）（SMEレコーズ）
エンディングテーマ「ポストに声を投げ入れて」
歌・作詞 - YUKI（EPICレコードジャパン） / 作曲 - 横山裕章 / 編曲 - YUKI、玉井健二、百田留衣

## コミカライズ
『月刊コロコロコミック』2016年4月号から同年8月号まで漫画版が掲載された。作画は河本けもん。単行本は劇場公開日と同時に発売された。
映画版と違い、登場キャラが大幅に省かれている。例として人間側の人物はサトシとジャービス、映画には登場しないジュンサーのみとなる。

## ノベライズ
小学館ジュニア文庫より小説版が2016年8月31日に発売された。著者は水稀しま。

## リアル脱出ゲームとのコラボレーション
上映期間中の7月23日 - 8月21日にSCRAP主催の体験型謎解きイベントである『リアル脱出ゲーム』とのコラボで『カラクリ王国を救え!』がJR東日本首都圏エリア で実施され、エリア内の主要駅などで配布されるパンフレットを片手に各々のペースで指定された7駅分の謎を駆使して最初にクリアした時点で貰える謎解きブックレットを片手に各々のペースでさらなる7駅分の謎を駆使しつつからくり王国を救出（脱出）することがクリア条件となる。

## テレビ放送
『劇場版ポケットモンスター アドバンスジェネレーション 裂空の訪問者 デオキシス』から恒例になっている翌年の新作映画公開日の2日前の木曜の夜に昨年の映画を放送するという形式は一旦廃止され、本作は系列局でも別々の時間での放送となった。
『劇場版ポケットモンスター キミにきめた!』の公開を記念するかたちで、テレビ東京ローカルの場合は2017年7月8日の12:30 - 14:30（JST）に放送、BS放送のBSジャパンでも同年同月16日の14:00 - 15:54（JST）に放送。